# Sepiida

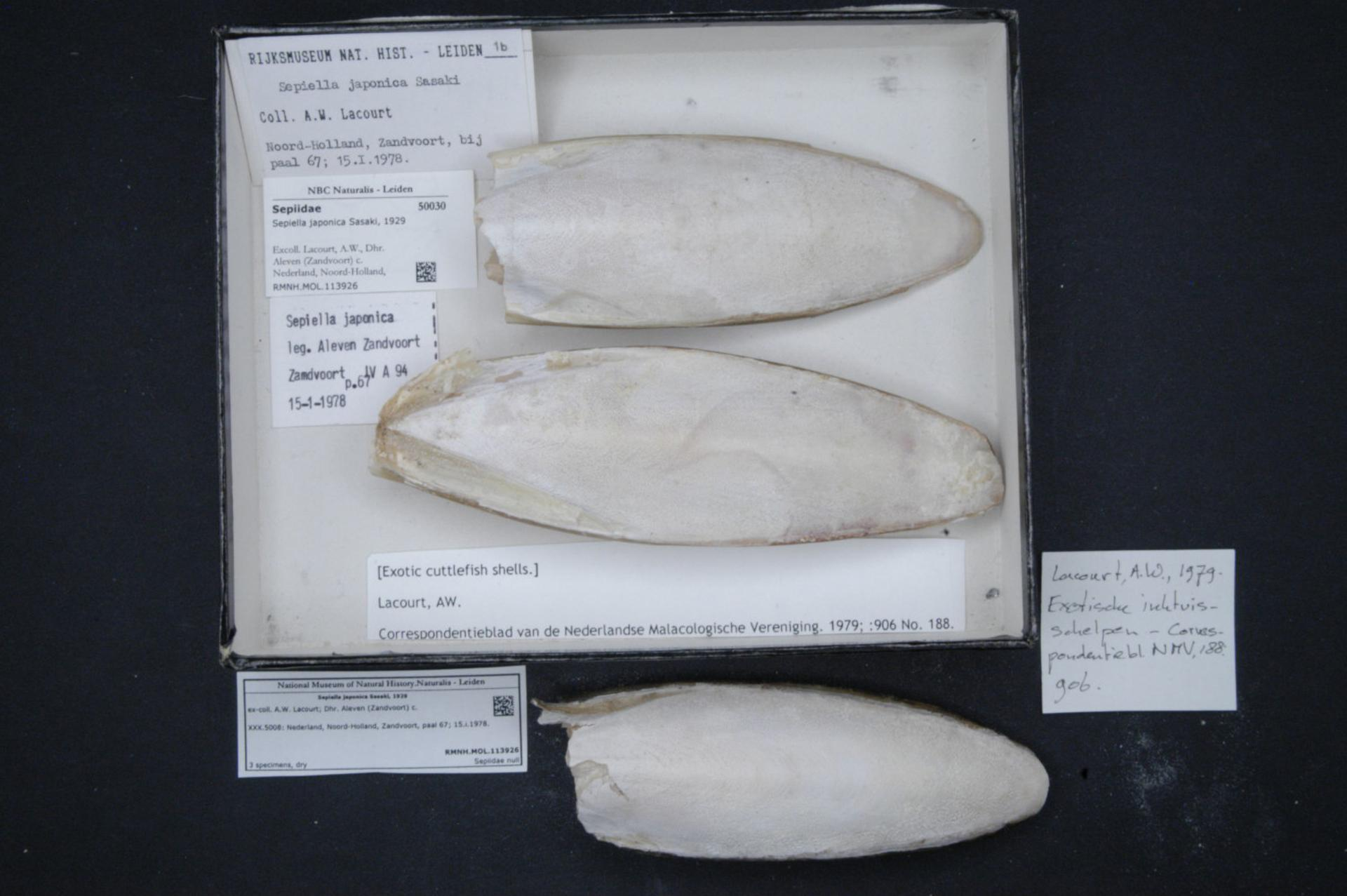
Sepiella japonica Sasaki, esemplare da museo.

I Sepiida Zittel, 1895 sono un ordine di molluschi cefalopodi decapodi. Comprendono tutte le specie viventi di seppie.
Gli appartenenti a quest'ordine sono caratterizzati dalla presenza di dieci appendici cefaliche (otto braccia e due tentacoli) munite di ventose con anelli cheratinici e di una conchiglia interna piuttosto sviluppata, il cosiddetto osso di seppia, che ha struttura peculiare nelle varie famiglie. La combinazione unica di adattamenti anatomici di questi animali ne fanno predatori efficienti e abili mimeti. La loro conchiglia interna, il loro apparato boccale specializzato, i loro occhi complessi e il loro sistema nervoso altamente sviluppato sono tutti elementi che contribuiscono al loro successo evolutivo.

## Descrizione
I cefalopodi appartenenti all'ordine Sepiida, comunemente noti come seppie, presentano un insieme di caratteristiche anatomiche che li distinguono nettamente dagli altri molluschi. Una delle peculiarità più evidenti è la presenza di una conchiglia interna, che può essere sia calcarea, come nelle seppie comuni (generi Sepia, Spirula), sia di aragonite, come nei sepiolidi. Questa struttura, oltre a fornire supporto all'animale, svolge un ruolo fondamentale nella regolazione della galleggiabilità.
L'apparato boccale delle seppie è altamente specializzato, dotato di un robusto becco e di un caratteristico apparato radulare. Quest'ultimo, costituito da una serie di denti disposti su una membrana carnosa, è adattato a triturare le prede. Un'altra caratteristica distintiva è la presenza di dieci tentacoli, di cui due più lunghi e retrattili, muniti di ventose dotate di anelli chitinosi, che permettono alla seppia di afferrare e trattenere le prede.
Gli occhi delle seppie sono tra i più complessi del regno animale, paragonabili a quelli dei vertebrati. Sono dotati di una lente cristallina e di una retina, e sono coperti da una membrana trasparente che funge da palpebra. Questa struttura oculare conferisce alle seppie una vista acuta, centrale per la caccia e per la percezione attiva nell'ambiente circostante.
Il sistema respiratorio delle seppie è costituito da un paio di branchie, situate nella cavità del mantello. La circolazione sanguigna è chiusa, con un cuore sistemico e due cuori branchiali. L'apparato digerente è completo: comprende una ghiandola digestiva bilobata, un intestino e un ano.
In sistema nervoso è altamente sviluppato, con un cervello complesso che coordina le numerose attività dell'animale. Questo sistema nervoso, unitamente agli organi di senso sofisticati, permette alle seppie di compiere comportamenti complessi, come il mimetismo, la comunicazione e l'apprendimento.

## Biologia
Le seppie si nutrono di piccoli molluschi, granchi, gamberi, pesci, polpi, vermi e altre seppie, che masticano con il loro becco stritolatore, talvolta usato come ultima difesa. I predatori sono delfini, squali, pesci, foche, uccelli marini e altre seppie. L'aspettativa di vita tipica di una seppia è di 1 o 2 anni.
Gli studi indicano che le seppie sono tra gli invertebrati più intelligenti, capaci di comportamenti complessi. Le seppie hanno anche uno dei più alti rapporti cervello-corpo di tutti gli invertebrati.

## Cambio di colore
Le seppie sono capaci di alcune delle risposte mimetiche più dinamiche e sorprendenti del regno animale. Sono in grado di cambiare rapidamente il loro schema corporeo perché i cromatofori della pelle sono sotto il diretto controllo neurale. Questi sono sviluppati secondo tre strutture: i leucofori che diffondono la luce, gli organi cromatofori pigmentati e gli iridofori che riflettono la luce; tutti sono situati nella pelle. I cromatofori sono, nelle seppie, cellule a forma di stella, i cui bracci sono tessuti con capacità contrattile e al cui centro è una sacca di pigmento. Questi muscoli sono direttamente azionati dal cervello, il che consente alla seppia un grande controllo sulla quantità di pigmento spostare e una elevata rapidità di esecuzione, con un cambiamento di colore di 2 secondi. Quando i muscoli sono eccitati, dilatano il cromatoforo e il pigmento diventa visibile nella pelle della seppia.

### Mimetismo
Le seppie sanno mettere in atto diversi effetti cromatici. Ad esempio, possono imitare i colori dello sfondo marino per mimetizzarsi perfettamente. Possono anche generare uno schema corporeo dinamico che si muove in direzione opposta a quella del loro spostamento, disorientando i predatori che non riconoscono la loro direzione o velocità. Un altro effetto è l'aspetto deimatico, ossia la simulazione di due occhi sul dorso, che usano per apparire più grandi e minacciosi.

### Comunicazione
La luce del sole, quando tocca l'acqua, si polarizza. Non tutti gli animali possono vedere il fattore di polarizzazione, che definisce quanto il fascio sia polarizzato sul piano orizzontale e verticale, ma le seppie sì. Utilizzando i loro iridofori, possono riflettere la luce polarizzata in modo tale da avvertire altre seppie, mentre si mimetizzano, senza che il predatore noti alcun cambiamento.

### Accoppiamento
Gli iridofori e i leucofori si sviluppano più tardi e sono componenti particolarmente importanti di molti pattern adulti. L'uso del cambio di colore nell'accoppiamento è quindi riservato al maschio maturo. Specifici pattern di colorazione sono attivati prima dell'accoppiamento, quando il maschio entra in stato di allerta in vista della femmina o di un rivale, e interrotti durante la copula, per essere riattivati dopo la separazione.

## Tassonomia
Sebbene abbia fatto la sua comparsa abbastanza recentemente, l'ordine ha avuto un certo successo, contando 120 specie viventi (7, suddivise in due generi, ascritte alla famiglia Sepiadariidae, mentre le rimanenti ascritte in tre generi alla famiglia Sepiidae), più altre estinte:
- Classe Cephalopoda
  - Sottoclasse Coleoidea
    - Superordine Decapodiformes
      - Ordine Sepiida
        - Sottordine Vasseuriina †
          - Famiglia Vasseuriidae †
          - Famiglia Belosepiellidae †

        - Sottordine Sepiina
          - Superfamiglia Sepioidea
            - Famiglia Belosaepiidae †
            - Famiglia Sepiadariidae
            - Famiglia Sepiidae

        - Sottordine Sepiolina
          - Superfamiglia Sepioloidea Leach, 1817
            - Famiglia Sepiadariidae P. Fischer, 1882
            - Famiglia Sepiolidae Leach, 1817

A più riprese, sia la spirula che le seppie pigmee dell'ordine Sepiolida sono state considerate appartenenti a quest'ordine.

## Sfruttamento economico
Le seppie rappresentano un prodotto ittico di grande valore commerciale, contribuendo in modo significativo al settore della pesca dei cefalopodi. Si stima che le catture di seppie abbiano rappresentato tra il 12% e il 16% del totale delle catture di cefalopodi a livello mondiale nel decennio fra la fine del XX e l'inizio del XXI secolo, con volumi che hanno oscillato tra le 300.000 e le 500.000 tonnellate (FAO, 2000). Il genere Sepia è, senza dubbio, il più ricercato e sfruttato commercialmente.
La pesca artigianale delle seppie è caratterizzata da un'ampia gamma di tecniche altamente selettive. I pescatori sfruttano la conoscenza del comportamento delle seppie, utilizzando dispositivi di aggregazione come le luci artificiali per attirare gli animali. Inoltre, vengono impiegate esche vive, come le femmine mature, per stimolare l'aggressività dei maschi, ma anche esche artificiali. L'attrezzatura utilizzata è altrettanto varia e comprende arpioni, lance, reti da posta, nasse e altre attrezzature specifiche per la cattura di cefalopodi. Di contro, la parte dei Sepiida nella pesca industriale è minore. Infatti, le seppie rappresentano catture accessorie ad altre specie bersaglio nella pesca a strascico.
Il settore dell'acquacultora delle specie di seppie è in crescita, seppur limitatamente. I primi progetti di allevamento di Sepiidae datano degli anni 1960 in Corea e Giappone. Si è poi diffusa, negli anni 1970, in Europa, con le prime generazioni prodotte in laboratorio.

## Galleria d'immagini

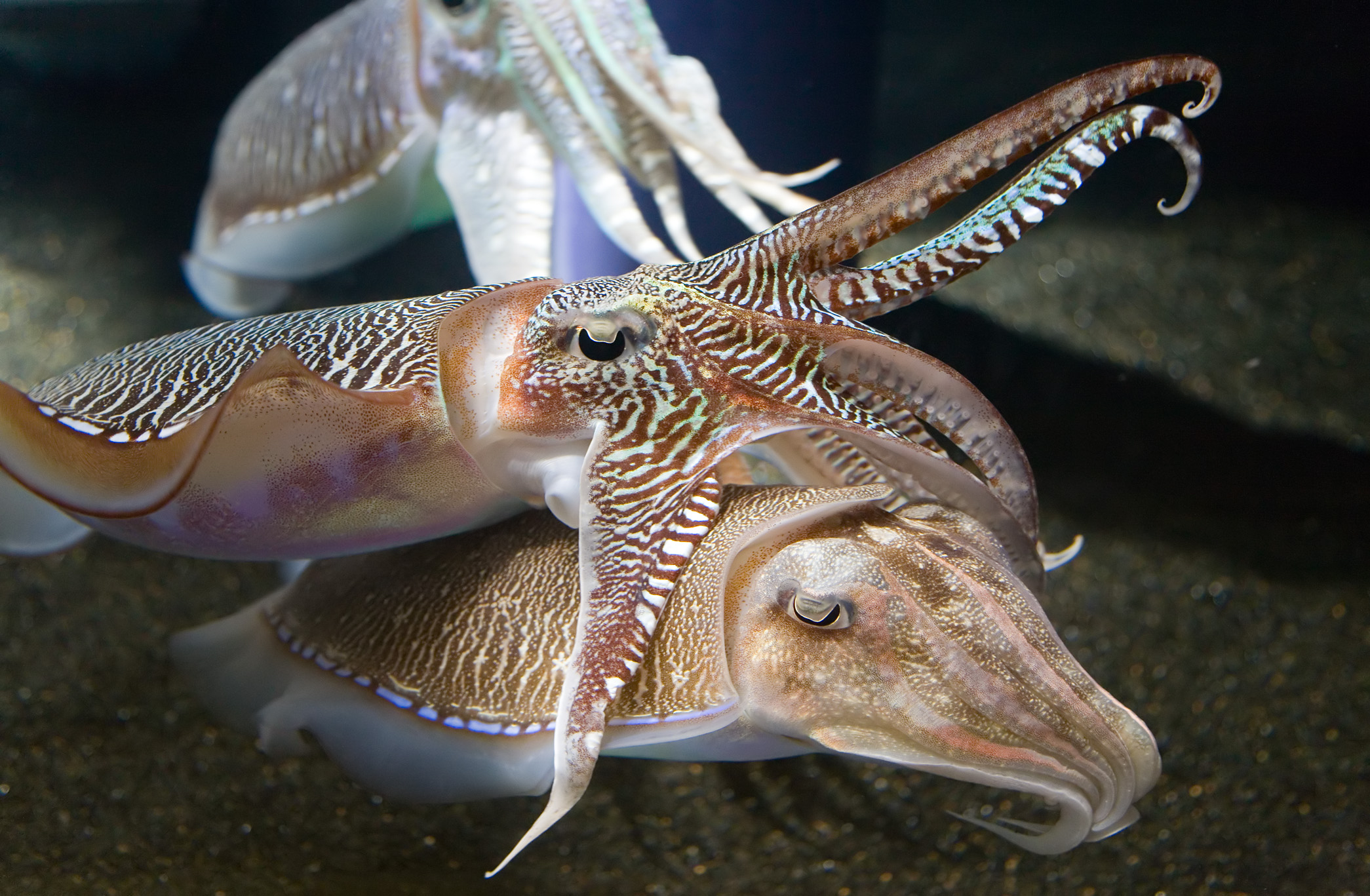
Seppie non identificate
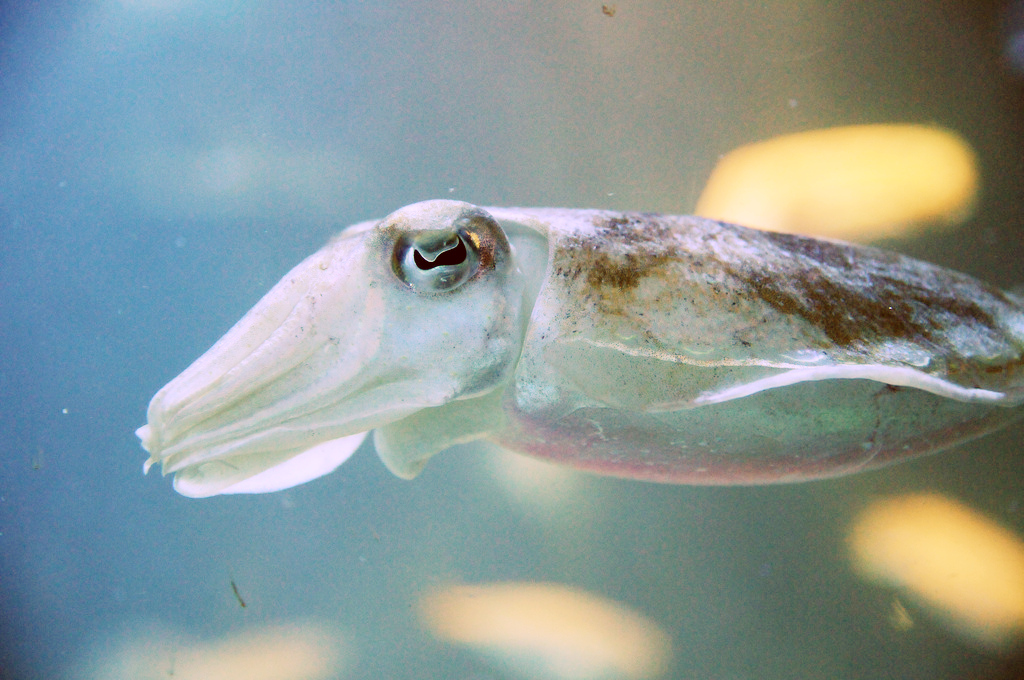
Sepia esculenta
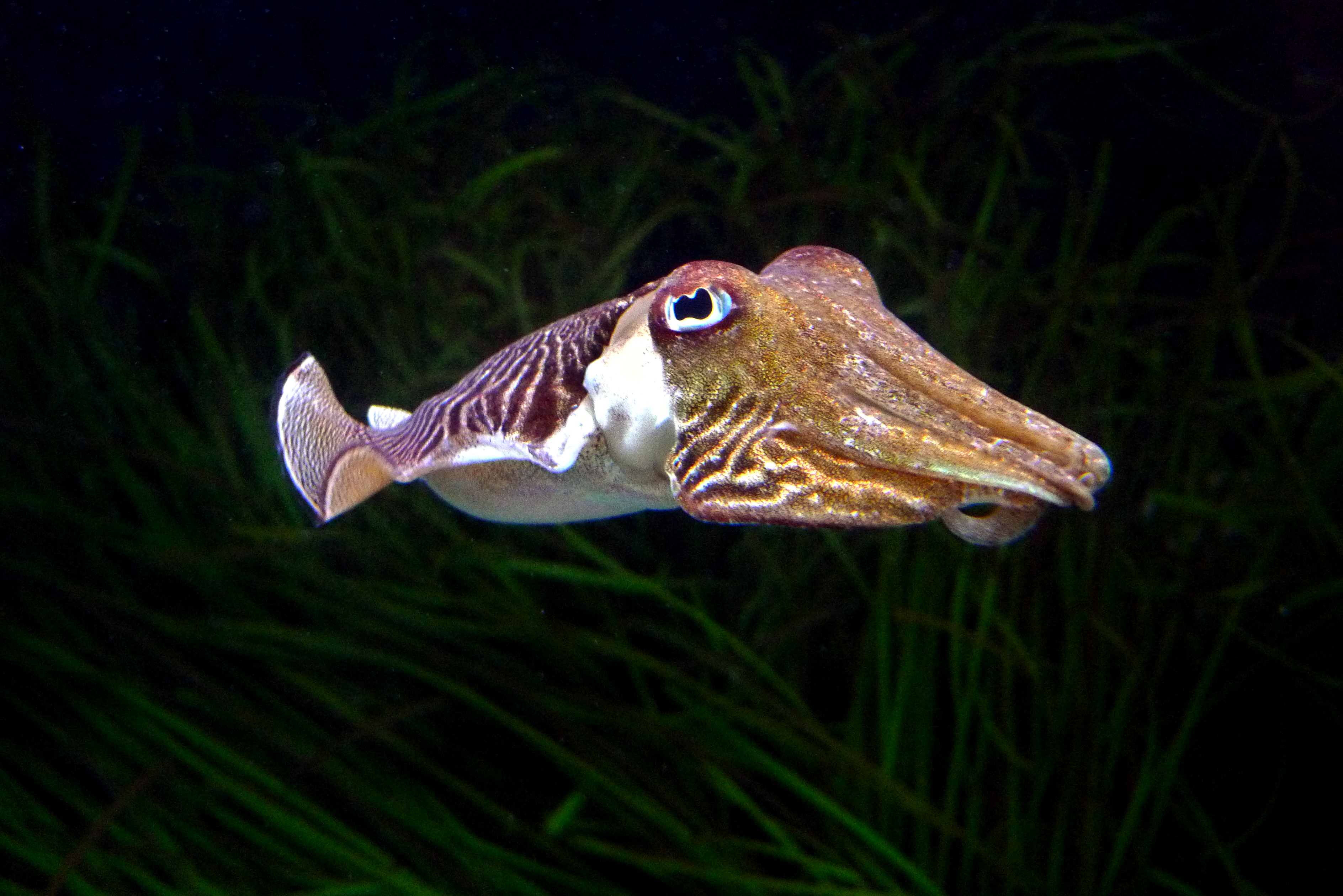
Sepia officinalis
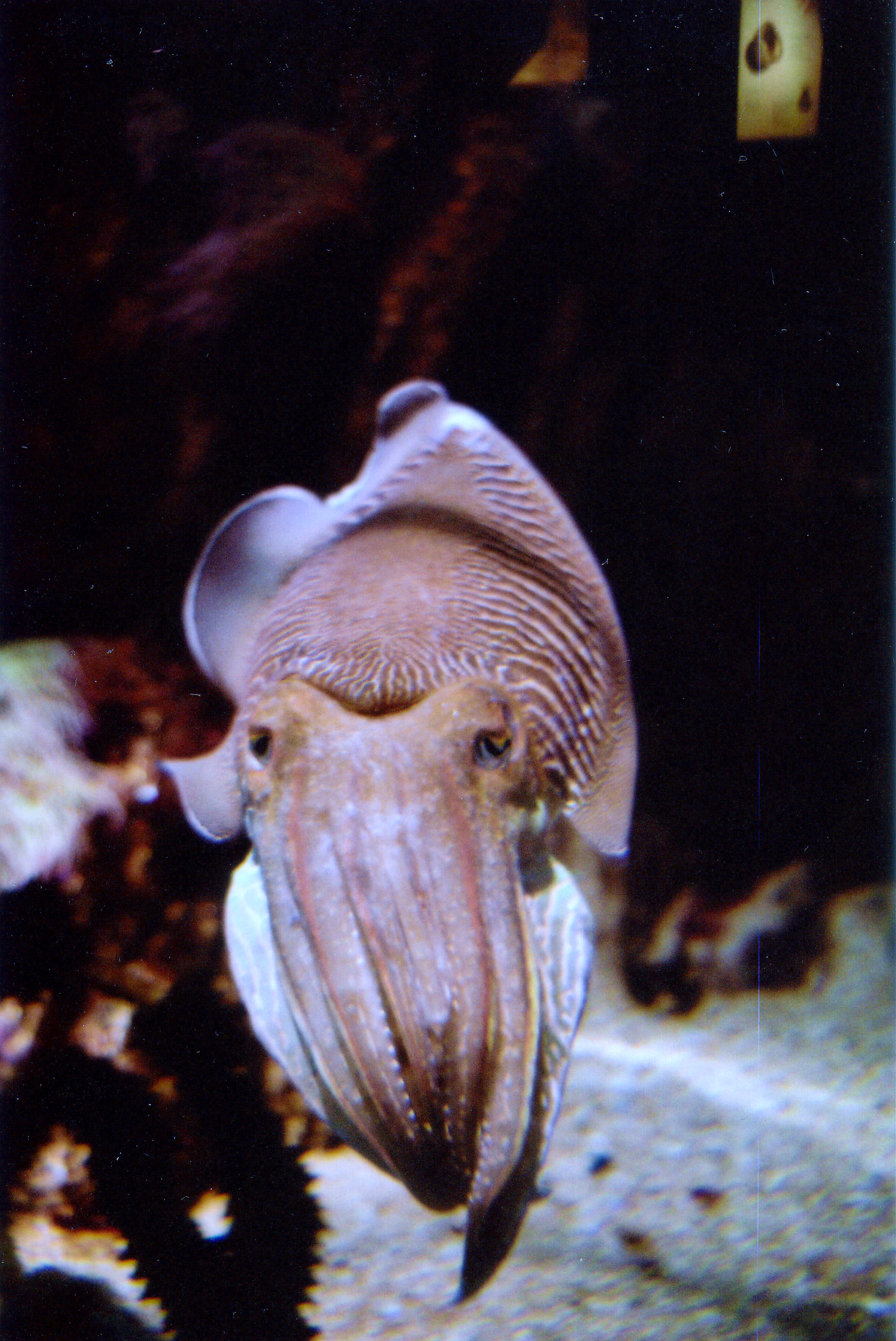
Seppia non identificata